# Martin Hendricy
Martin Hendricy, souvent désigné à Lyon sous le nom de Maître Martin, est un sculpteur, médailleur, architecte originaire de la principauté de Liège, né à Liège en 1614, et mort à Lyon en 1662 ou 1665.

## Biographie
Peu d'éléments biographiques sont connus avant son arrivée à Lyon. Il s'est établi à Lyon en 1643, il donne une statue de Notre-Dame de Pitié. En 1644, il reçoit la commande de la sculpture représentant saint Pierre Célestin pour être placée à l'entrée d'un jardin. En 1646, il reçoit 1 300 livres pour une fontaine en face du couvent des Feuillants. Il est nommé sculpteur ordinaire de la ville de Lyon par une décision des consuls de la ville du 4 janvier 1648. Il reçoit ses lettres de naturalité en mai 1659. En 1648, il est payé 700 livres pour la sculpture de quatre lions marins de la fontaines de la place des Terreaux. Il réalise deux grandes Vierges à l'Enfant, en 1649. 
Il s'est marié en premières noces, en 1644, avec Hélène Vincent, dont il a eu sept enfants, entre 1645 et 1657. Il se marie en secondes noces, en 1659, avec Marguerite Celier, dont il a eu trois enfants, entre 1660 et 1665.
En 1646, les échevins de la ville de Lyon souhaitent se doter d'un édifice plus grand et plus prestigieux que l'hôtel de la Couronne. Ils confient à l'architecte Simon Maupin la construction d'un nouvel Hôtel de Ville en prenant les avis de Jacques Lemercier et l'architecte lyonnais Girard Desargues. La première pierre est posée le 5 septembre 1646. Le gros œuvre est terminé en 1650. Martin Hendricy, sculpteur ordinaire de la ville, et Jacques Mimerel sont chargés de réaliser les décors sculptés sur les thèmes de la gloire du souverain et celle de la ville. L'hôtel de ville est terminé en 1655 mais la première réunion du consulat s'y tient le 14 novembre 1652.
Pour la chapelle de l'hôtel de ville, il a sculpté deux têtes en marbre blanc de part et d'autre du maître autel représentant le Christ et la Vierge qui lui ont été payées 150 livres. Le Consulat lui a aussi commandé, le 8 janvier 1652, quatre statues en pierre de Perne, hautes de six pieds et dix pouces qui devaient être placées dans quatre niches de la galerie et représentées l'Amour divin, la Foi chrétienne, l'Amour de la patrie et la Concorde. La commande comprenait aussi deux statues représentant l'Astrologie et la Géométrie, mais ces deux statues ont été décommandées.

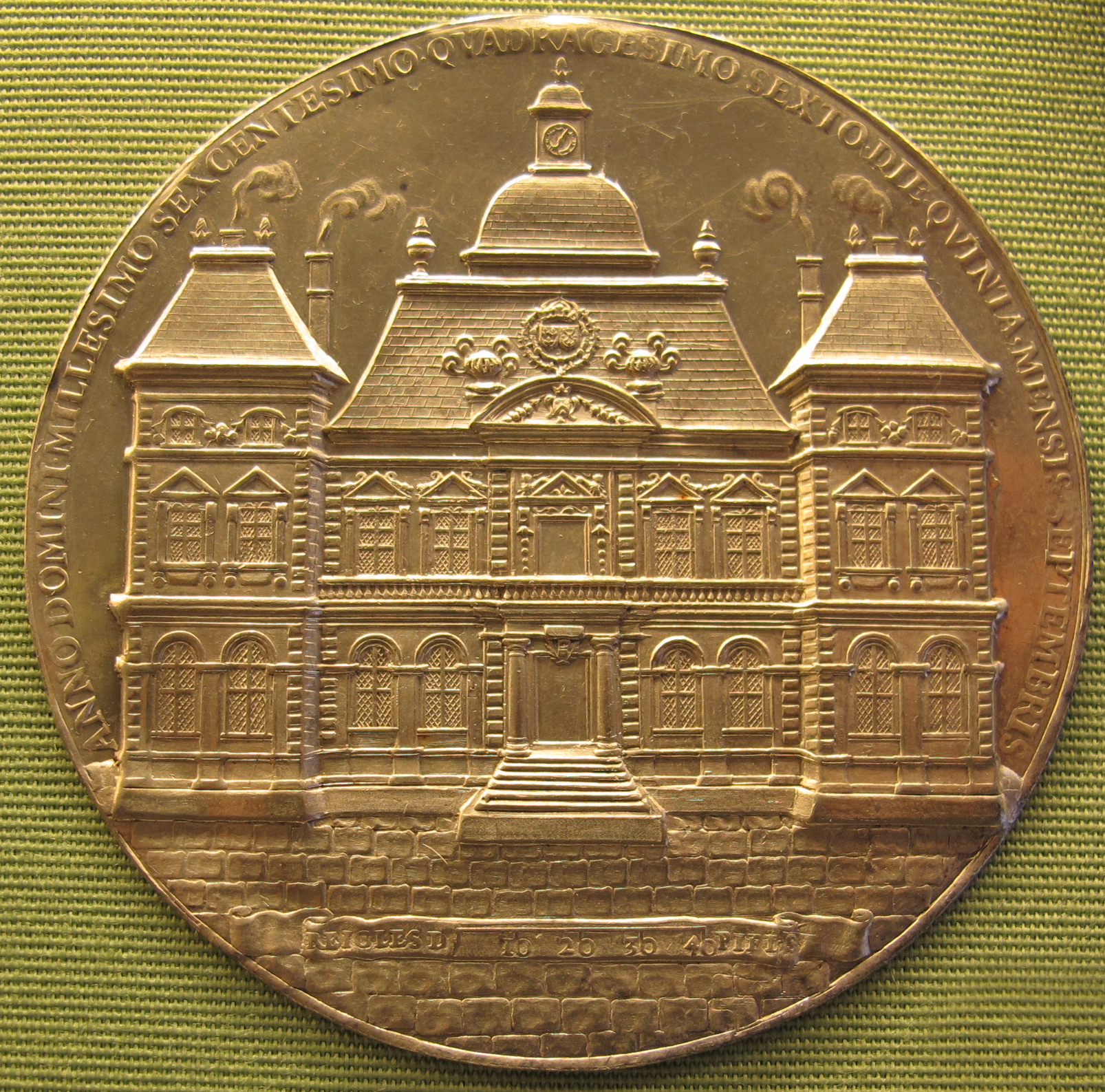
Médaille pour la pose de la première pierre de l'Hôtel de Ville de Lyon

Il a fait une médaille pour la pose de la première pierre de l'hôtel de ville.
Dans une décision des consuls de Lyon du 15 mars 1655 on lit : «... Et considéré que ledit Hendricy a faict toute la sculpture qui est à présent faicte au nouveau hostel de ville, et partant qu'il est raisonnable qu'il parachève ce qui reste à faire, (le Prévôt des marchands et les Échevins) ont arresté que ledit Hendricy fera tout ce qui reste à faire de sculpture d'ornemens dudit hostel de ville, à la réserve des armoiries et quelques ornemens que sieur Jacques Mimerel a commencé à la façade sur le jardin ...»
En 1658, il a reçu la commande de l'encadrement et de la mise en place des Tables de Claude placées dans l'Hôtel de Ville. En 1659, il sculpte un Vierge pour une maison devant les Feuillants.
Quand Michel de Fisicat achète le château et le parc de Beauregard à Saint-Genis-Laval à la veuve de Claude de Gadagne, en 1661, il fait appel à Martin Hendricy, « maître sculpteur de l’Hôtel Commun de Lyon », il y construit un escalier et réaménage le nymphée,.
Dans les dernières années de sa vie, il habitait place des Terreaux. Il a réalisé les armes de la ville pour une fontaine, en 1662.

## Hommage
Un cartel rendant hommage à Martin Hendricy a été placé dans le jardin du palais Saint-Pierre du  musée des Beaux-Arts de Lyon.